# Тюрро, Луи Мари
Луи Мари Тюрро (фр. Louis Marie Turreau; 4 июля 1756 — 10 декабря 1816) — французский якобинский генерал, в 1794 году направленный революционными властями в Вандею для подавления Вандейского мятежа, где отличился особой жестокостью.

## Подавление Вандейского мятежа
В начале 1794 года Тюрро в должности командующего Западной армией разделил свои войска на две армии, по 12 колонн в каждой, которым было предписано двигаться навстречу друг другу с запада и с востока. «Адские колонны», как их называли местные жители, с января до мая жгли дома и посевы, разрушали изгороди, грабили, насиловали и убивали во имя республики.
«Вандея должна стать национальным кладбищем»Луи Мари Тюрро
В ходе подавления восстания, а также в ходе последующих карательных операций против контрреволюционно настроенного населения Вандеи были без суда убиты более 10 000 человек обоих полов, в том числе родственники и члены семей участников восстания, священнослужители, монахи и монахини. Из фактов геноцида населения Бретани карательными колоннами наиболее известны «Утопления в Нанте», заменившие собой казни на гильотине за счёт большей скорости и массовости.

## Дальнейшая карьера

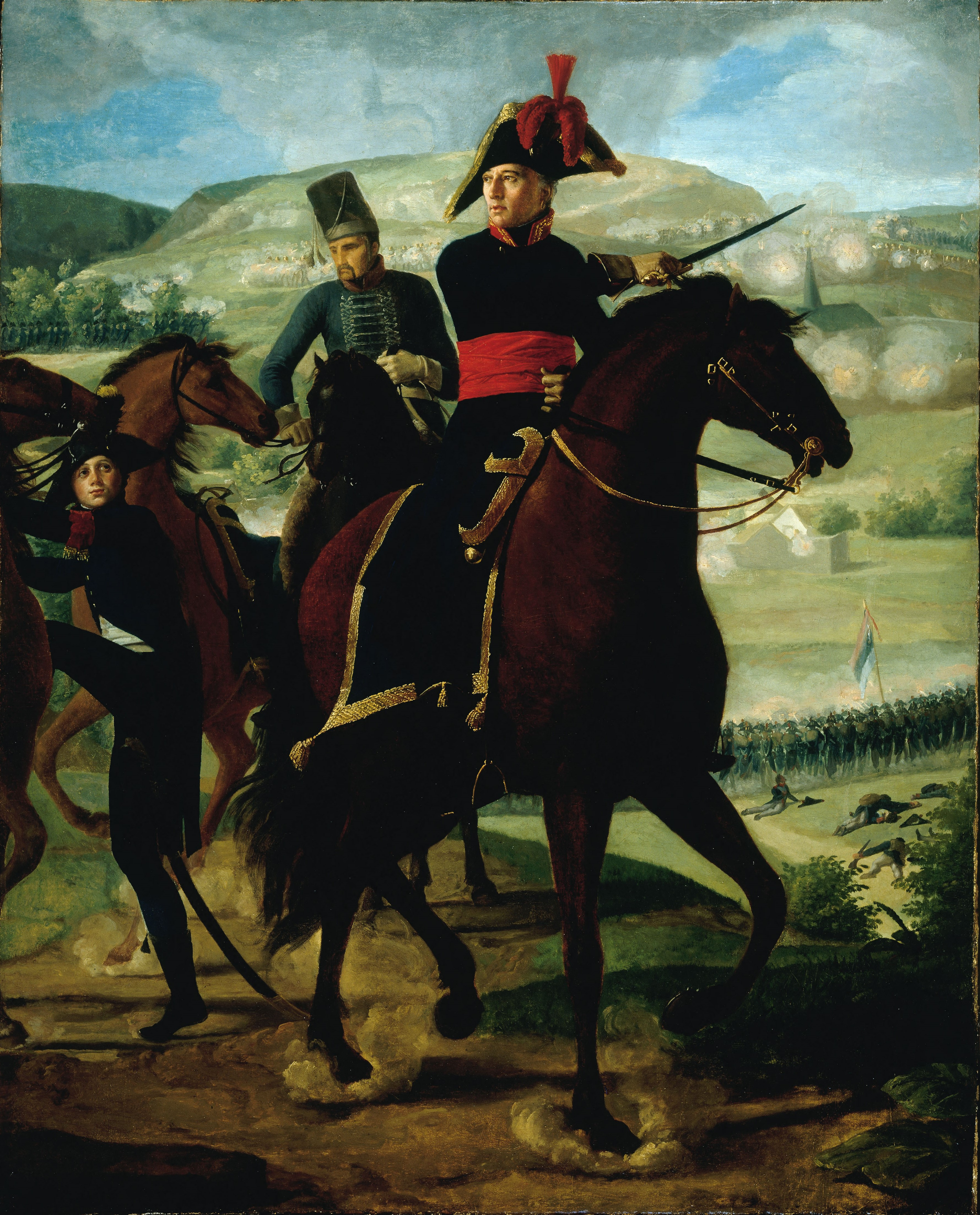
Парадный портрет генерала Тюрро из коллекции парижского музея Карнавале.

В мае 1794 года Тюрро был назначен губернатором острова Бель-Иль (фр. Belle-Île-en-Mer, брет. Enez ar Gerveur, лат. Vindilis) в Бискайском заливе у побережья французской Бретани.
Осенью генерал был арестован и провел около года в тюрьме, где писал воспоминания о своей службе в Вандее.
В период Французского консулата Тюрро был отправлен в качестве посланника в Швейцарию.
В 1800 году принимал участие в битве при Маренго.
В 1803—1811 годах был французским послом в США.
После реставрации Бурбонов не подвергался преследованию и умер своей смертью в 1816 году.